# Anan ben David
Anan ben David (hebräisch ענן בן דוד; geb. vor 760; gest. nach 770) war eine jüdische Persönlichkeit des achten Jahrhunderts. Er gilt als einer der geistigen Väter der Karäer (Karaiten).

## Leben
Biographische Angaben zu seiner Person sind unsicher. Sein Vater war David ben Jehuda. Um 760 sollten er oder sein Bruder Exilarch in Babylon werden.
767 saß er der Überlieferung nach im Gefängnis und sollte zum Tode verurteilt werden. Ein muslimischer Mitgefangener soll ihm geraten haben, sich in seinen Ansichten nur auf die Tora zu orientieren und die späteren mündlichen Festlegungen des Talmud und der Mischna nicht zu berücksichtigen. Beide kamen aus dem Gefängnis frei.
Um 770 erschien sein Sefer ha Mizwoth, in dem er eine sehr strenge Auslegung der jüdischen Vorschriften darlegte.
Sein Todesdatum ist unbekannt.
Seine Söhne Scha'ul und Josiah führten als nasi (politisches Oberhaupt) und Rosch ha-Gola (Exilarch) die Karäer.